# Velilla de Cinca (kommun i Spanien)
Velilla de Cinca är en kommun i Spanien.   Den ligger i provinsen Provincia de Huesca och regionen Aragonien, i den östra delen av landet, 400 km öster om huvudstaden Madrid. Antalet invånare är 452.